# Torshälla distrikt
Torshälla distrikt är ett distrikt i Eskilstuna kommun och Södermanlands län, beläget norr om Eskilstuna. 
Den största tätorten i distriktet är Torshälla. Torshälla utgör även en kommundel i Eskilstuna kommun, där den lokala Torshälla stads nämnd och Torshälla stads förvaltning sköter vissa frågor som delegerats från central nivå i kommunen.

## Tätorter och småorter
Invånarantal 2010 anges inom parentes.

### Tätorter
- Torshälla (7 612), inklusive Nyby bruk och Roxnäs
- Torshälla huvud (492), inklusive Mälby
- Ängsholmen (222)

### Småorter
- Mälarbaden (143)
- Udden (delvis i Torshälla distrikt, området Rostorp)

## Tidigare administrativ tillhörighet
Distriktet inrättades 2016 och utgörs av området för det område som före 1971 utgjorde Torshälla stad.
Området motsvarar den omfattning Torshälla församling hade 1999/2000 och fick 1952 när en del av Torshälla landsförsamling överfördes till denna församling, då benämnd, Torshälla stadsförsamling.